# Будапешт-Келеті
47°30′02″ пн. ш. 19°05′01″ сх. д. / 47.500555555556° пн. ш. 19.083611111111° сх. д.
Вокзал Келеті (угор. Keleti pályaudvar — «Східний вокзал») — вузлова залізнична станція, найбільша з трьох залізничних станцій Будапешта поряд з Ньюгаті і Делі.
Вокзал розташовується в Пешті в VIII районі на площі Бароша (угор. Baross tér). Поруч розташовується станція метро «Келеті-пайаудвар».
Будівля вокзалу побудовано в стилі неоренесансу в 1881-1884. Фасад прикрашають скульптурні зображення винахідників  Джеймса Ватта і Джорджа Стефенсона. На момент свого відкриття вокзал вважався одним з найсучасніших вокзалів Центральної Європи та був оснащений електричним освітленням.
Реставрація вокзалу проходила в 1998.
Станція Будапешт-Келеті має сполучення зі Львовом та Києвом.

## Залізничні лінії
- Залізниця Будапешт — Белград[en]
- Залізниця Будапешт — Хатван[fr]
- Залізниця Будапешт — Сольнок[en]

## Галерея
|                     |
| З боку площі Бароша |

|       |
| Перон |

|       |
| Фасад |

|                                       |
| меморіальна табличка сторіччя вокзалу |